# Live at Donington (Айрън Мейдън)
Вижте пояснителната страница за други значения на Live at Donington.
Live at Donington е записът от второто появяване на Айрън Мейдън като водеща група на фестивала Монстърс ъф Рок при замъка в Донингтън на 22 август 1992 г. по време на турнето Fear of the Dark, свирейки пред 70 000 души. Това се смята за последния голям концерт на групата (подобно на Rock in Rio) преди Брус Дикинсън да напусне групата през следващата година. Естествено той губи значимонстта си след завръщането на Дикинсън в края на 1999 г. Албумът достига 23-то място във Великобритания.
Бившият китарист Ейдриън Смит свири с групата парчето Running Free.
Преиздаването през 1998 г. е съпътствано от някои промени. Вместо бялата обложка с логото на групата е поставен оригиналният плакат за концерта. Също така е променено съдържанието, за да има място за мултимедия.

### Диск 1
- Be Quick or Be Dead
- "The Number of the Beast"
- Wrathchild
- From Here to Eternity
- Can I Play with Madness
- Wasting Love
- Tailgunner
- The Evil That Men Do
- Afraid to Shoot Strangers
- "Fear of the Dark"

### Диск 2
- Bring Your Daughter... to the Slaughter
- The Clairvoyant
- Heaven Can Wait
- Run to the Hills
- 2 Minutes to Midnight
- Iron Maiden
- Hallowed Be Thy Name
- The Trooper
- Sanctuary
- Running Free

### Диск 1
- Be Quick or Be Dead
- The Number of the Beast
- Wrathchild
- From Here to Eternity
- Can I Play with Madness
- Wasting Love
- Tailgunner
- The Evil That Men Do
- Afraid to Shoot Strangers
- Fear of the Dark
- Bring Your Daughter...To the Slaughter
- The Clairvoyant
- Heaven Can Wait
- Run to the Hills

### Диск 2
- 2 Minutes to Midnight
- Iron Maiden
- Hallowed Be Thy Name
- The Trooper
- Sanctuary
- Running Free

## Състав
- Брус Дикинсън – вокал
- Дейв Мъри – китара
- Яник Герс – китара
- Стив Харис – бас
- Нико Макбрейн – барабани

и
- Майкъл Кени – клавишни
- Ейдриън Смит – китара на „Rnning Free“